# 岐阜藩
岐阜藩（ぎふはん）は、美濃国（現在の岐阜県岐阜市）に存在した藩。藩庁は岐阜城。石高は13万3千石。

## 藩史
天正20年（1592年）に織田信長の嫡孫秀信が、豊臣秀吉の計らいによって13万石で入ることで立藩した。ただし、織田家は豊臣家の家臣であるため、幕藩体制下における藩主家ではない。岐阜は信長の時代から天下布武の重要な拠点であったが、本拠地を安土に移すとその重要性も薄れていった。しかし、依然織田家の重要拠点として機能していた。
関ヶ原の戦い前哨戦で城主の秀信が西軍に与したため、岐阜城は破却されることになった。その後、奥平信昌が加納城を築城し、その完成と共に岐阜藩は廃藩となった。

## 歴代藩主
織田家
13万3千石→廃藩
| 代 | 氏名     | 院号   | 官位                    | 在職期間                           | 享年 | 出身家       |
| -- | -------- | ------ | ----------------------- | ---------------------------------- | ---- | ------------ |
| 1  | 織田秀信 | 大善院 | 正三位（従三位） 中納言 | 天正20年 - 慶長5年 1592年 - 1600年 | 26   | 織田弾正忠家 |